# Noah Nartey
Noah Teye Nartey (Bagsværd, 5 oktober 2005) is een Deens-Ghanees voetballer die doorgaans speelt als middenvelder. In februari 2024 debuteerde hij voor Brøndby IF. Hij is de broer van voetballer Nikolas Nartey.

## Clubcarrière
Nartey speelde in de jeugd van Værebro Boldklub en werd in 2018 opgenomen in de jeugdopleiding van FC Kopenhagen. Drie jaar later verkaste hij naar Brøndby IF. Hier tekende hij in november 2022 een contract tot medio 2025. Voorafgaand aan het seizoen 2023/24 mocht de middenvelder mee op trainingskamp met het eerste elftal. Vervolgens mocht hij ook in de winterstop weer mee.
Zijn professionele debuut maakte Nartey op 25 februari 2024, toen in de Superligaen gespeeld werd tegen Odense BK. Door doelpunten van Yuito Suzuki, Ohi Omoijuanfo en Mathias Kvistgaarden won Brøndby met 0–3. Nartey mocht van coach Jesper Sørensen vijf minuten voor het einde van de reguliere speeltijd invallen voor Daniel Wass. Hij sloot het seizoen af met negen optredens en werd tweede met Brøndby, waardoor de club mocht deelnemen aan de voorrondes van de UEFA Conference League. Hierin kwam Nartey voor het eerst tot scoren, op 25 juli 2024 thuis tegen KF Llapi (6–0). In september 2024 werd het contract van de Deen opengebroken en met twee seizoenen verlengd tot medio 2027.

## Clubstatistieken
| Seizoen | Club       | Competitie  | Competitie | Competitie | Beker | Beker | Internationaal | Internationaal | Totaal | Totaal |
| Seizoen | Club       | Competitie  | Wed.       | Dlp.       | Wed.  | Dlp.  | Wed.           | Dlp.           | Wed.   | Dlp.   |
| ------- | ---------- | ----------- | ---------- | ---------- | ----- | ----- | -------------- | -------------- | ------ | ------ |
| 2023/24 | Brøndby IF | Superligaen | 9          | 0          | 0     | 0     | —              | —              | 9      | 0      |
| 2024/25 | Brøndby IF | Superligaen | 19         | 1          | 3     | 1     | 4              | 1              | 26     | 3      |
| Totaal  | Totaal     | Totaal      | 28         | 1          | 3     | 1     | 4              | 1              | 35     | 3      |

Bijgewerkt op 26 maart 2025.